# Jinma Jiedao
Jinma Jiedao (kinesiska: 金马, 金马街道) är en socken i Kina. Den ligger i provinsen Yunnan, i den sydvästra delen av landet, nära eller i provinshuvudstaden Kunming. Antalet invånare är 125 032. Befolkningen består av 60 536 kvinnor och 64 496 män. Barn under 15 år utgör 12,0 %, vuxna 15-64 år 78 %, och äldre över 65 år 8,0 %.
Genomsnittlig årsnederbörd är 1 483 millimeter. Den regnigaste månaden är juni, med i genomsnitt 199 mm nederbörd, och den torraste är december, med 61 mm nederbörd.